# Bajanhongor (provincie)
Ajmag Bajanhongor (Mongools: Баянхонгор аймаг) is een van de 21 ajmguud (bestuurlijke regio's) van Mongolië. De hoofdstad van de in het zuiden gelegen provincie is de gelijknamige stad Bajanhongor.
De zuidelijke grens van de provincie, tevens de grens met China (autonome regio Binnen-Mongolië), bevindt zich in de Gobiwoestijn.

## Geschiedenis
Bajanhongor werd gevormd in 1941 met de instelling van de Burgervergadering Bajanhongor. Aanvankelijk waren er 16 Sums en ongeveer 41.000 inwoners. De naam van de ajmag was Govi-Bumbugur, deze werd al snel veranderd in Bajanhongor.
In april 1976 kreeg Bajanhongor de Hoge Rode Onderscheiding voor vee-, vlees- en wolproductie. De ajmag kreeg flinke investeringen uit de voormalige Sovjet-Unie, inclusief in infrastructuur en onderwijs. De Sovjet-Unie droeg echter ook bij aan onderdrukking van het cultureel erfgoed en religie, waarbij beroemde kloosters als het Geegin klooster werden gezuiverd en monniken gedood.
De catastrofale winters (Dzud) van de beginjaren 2000 ruïneerden de veestapel en economie van Bajanhongor. Dit droeg ook bij aan maatschappelijke verandering omdat tegenwoordig minder inwoners voor hun inkomen op het houden van dieren vertrouwen, en naar de hoofdstad zijn verhuisd om werk te zoeken.

## Geografie

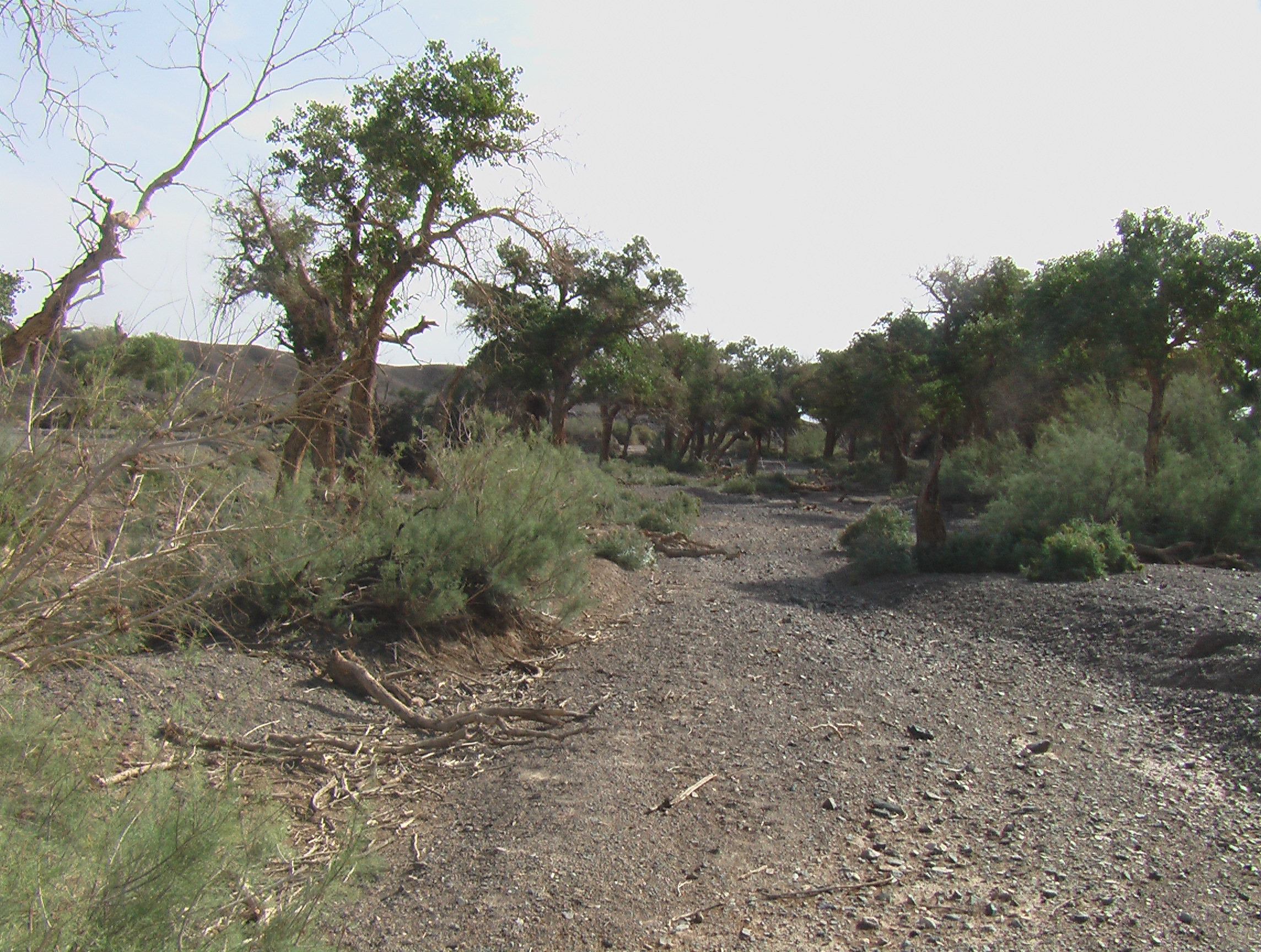
Populus euphratica bomen en tamarixstruiken in de Ekhiin-Gol Oase in de Gobi

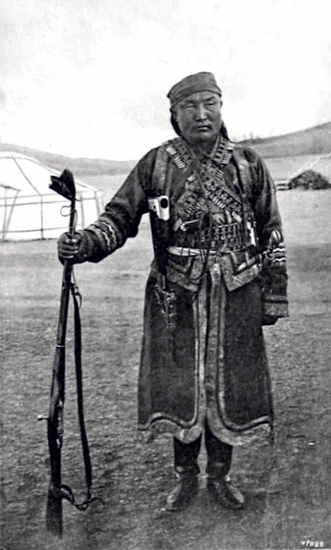
Ja Lama

In het noorden van de provincie bevindt zich het deels beboste Changaigebergte, in het midden de steppen en in het zuiden de droge Gobiwoestijn. 

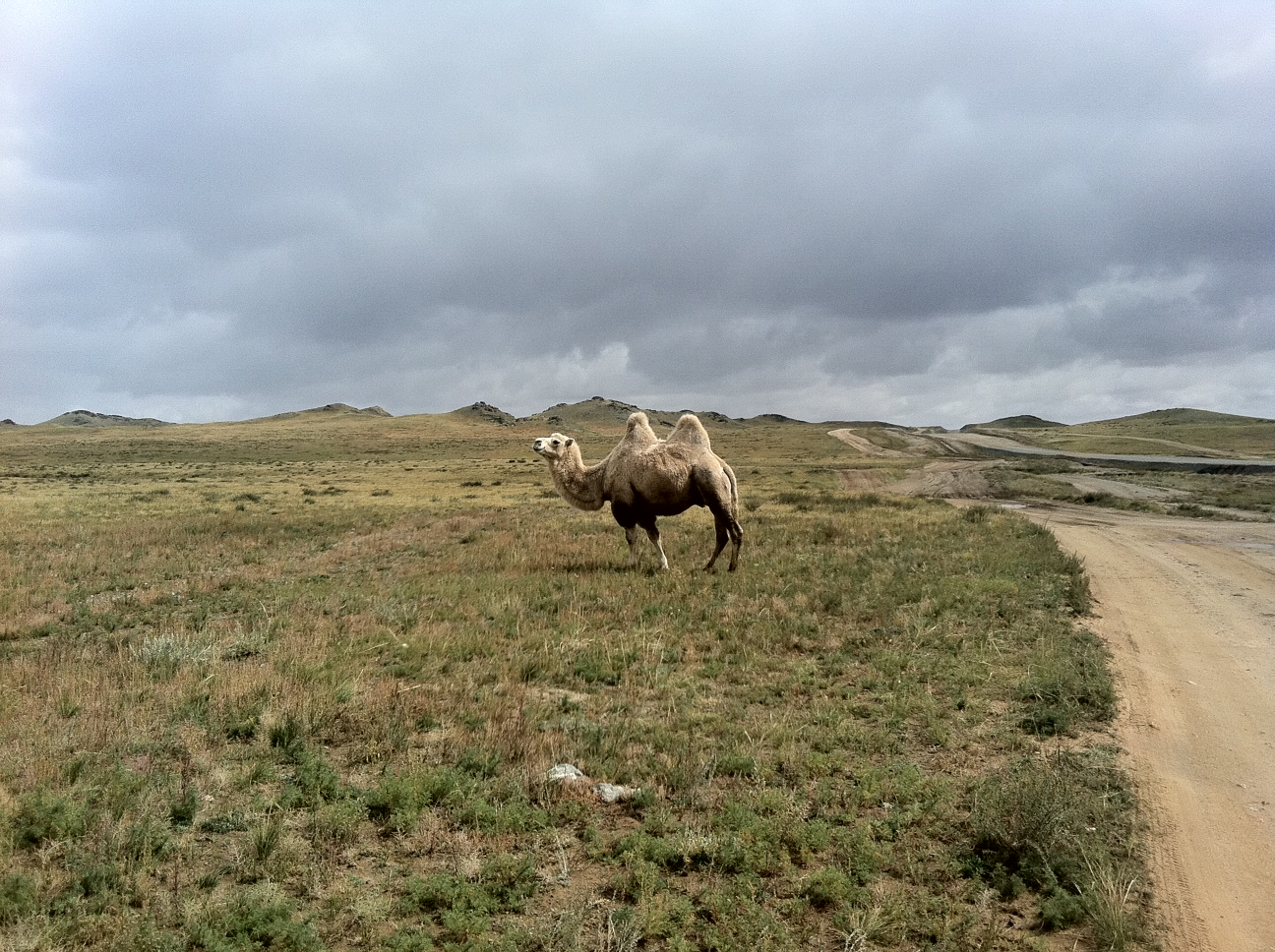
Albino kameel in Bajanhongor

Tussen steppen en woestijn liggen nog de uitlopers van het het Altajgebergte. Ikh Bogd is de hoogste top (hoogte 3.957 meter), gelegen nabij de sum Bogd.
De grootste meren zijn Orog Nuur en Böön Tsagaan Nuur, deze liggen in het steppengebied tussen beide gebergten. Deze meren hebben geen afvloeiing en zijn daarom zout.
In het Changaigebergte zijn enkele warme en koude minerale bronnen. In Shargaljuut, 54 km ten noorden van de provinciehoofdstad, hebben zich resorts ontwikkeld die van dit natuurlijke verschijnsel profiteren. In het zuiden van de provincie liggen enkele oases, Ekhiin-Gol is de bekendste waar ooit Lama Dambijant of Ja Lama woonde, een begin 20e-eeuwse bandiet en zelfverklaard lama, die revolutionair werd.

## Fauna
Er is sprake van een gevarieerd dierenleven, al zijn vrij veel soorten bedreigd. Ondanks de beschermde gebieden in de ajmag nemen de populaties van dieren als de sneeuwluipaard, grootoorspringmuis, Mongoolse wilde ezel en wilde kamelen snel af. Het aantal gobiberen wordt geschat op minder dan 50. Anderzijds zijn er veel marmotten. De vlakte met meren is een uitstekend leefgebied voor vogels waar bedreigde soorten als de kroeskoppelikaan en relictmeeuw voorkomen. Beide grote meren zijn beschermd onder de Conventie van Ramsar. Als gedomesticeerd dier kent men hier de rund-jak hybride dzo, naast de gebruikelijke soorten vee en kleinvee.

## Bezienswaardigheden

### Museums
De ajmaghoofdstad heeft twee museums, een geschiedenis- en volkenkundig museum, en een natuurhistorisch museum. Het eerste toont het traditionele nomadische leven met informatie over huwelijksrituelen, het wonen in een joert of ger en traditionele kleding. Er zijn artefacten uit de Mantsjoeperiode en religieuze voorwerpen, onder andere een paar groen- en witte Tarabeelden en sjamanenkledij. Het natuurhistorisch museum toont minerale gesteenten als marmer en vulkanisch gesteente, en opgezette dieren. Topstukken zijn het complete skelet van een Tarbosaurus en een 130-miljoen jaar oud fossiel van een schildpad dat is ontdekt in het Bugiin ravijn in de Gobi.

### Parken
De hoofdstad beschikt over enkele parken, het dinosauruspark en het kinderpark. In het eerste staan modellen van de vele soorten die in het zuiden van de provincie zijn gevonden. Ook kan een model-ger worden betreden. Het kinderpark is ondanks de naam een natuurpark met fraaie paden en inheemse bomen en planten. De Tuil Gol (beekje) dat langs de stad stroomt biedt picknickgelegenheid, en de Ikh Nomgun-berg biedt een uitdagende klimtocht.
Buiten de hoofdstad stad zijn er enkele beschermde natuurgebieden.

### Kloosters
De beroemde kloosters van Bajanhongor werden rond 1937 onder de regering van Chorloogijn Tsjoibalsan verwoest; na 1990 heeft deels herbouw plaatsgevonden om de band met het boeddhistisch erfgoed te herstellen. 
In de hoofdstad staan twee kloosters. In de stad ligt een heilige heuvel waarop niet mag worden gebouwd. Op de top ervan staat een grote stoepa, aan de voet van de heuvel ligt een klein klooster waar ongeveer tien monniken wonen. Het grotere klooster met de naam Lamyn Gegeenii Gon Gandan Dedlin Khiid, is in 1991 gebouwd. Het oorspronkelijke klooster met deze naam lag 30 km buiten de stad, het was een van de grootste en meest prominente kloosters in de provincie. De gebouwen werden echter verwoest in 1937, en de monniken werden gedood of gedwongen hun geloften te herroepen. In het huidige klooster wonen ongeveer 50 monniken; het wordt gekenmerkt door een enorm standbeeld van de Sakyamuni Boeddha en twee Tara-standbeelden gemodelleerd naar die van het museum in de stad.
In Amarbuyant Khiid, 50 km ten westen van Shinejist, woonden ooit meer dan 1000 monniken. De 13e dalai lama verbleef er in 1904 gedurende 10 dagen, onderweg van Lhasa naar Urga. In die dagen bouwde hij er een kleine ovoo (heilige steenhoop); ook dit klooster werd in 1937 verwoest. Na 1990 is men begonnen met een geleidelijke restauratie.

### Beschermde gebieden
Er zijn twee beschermde gebieden in de provincie. Het "Gobi-A strikt beschermd gebied" in het zuiden grenst aan China en aan Ömnögovĭ. Dit gebied ligt ook deels in de provincie Govi-Altaj. Er leven bedreigde soorten als de gobibeer en de zamgekko. Het tweede is het Nationaal Park Govĭ Gurvan Sajhan (dit gebied ligt ook deels in Ömnögovĭ); het is bekend om zijn grote fossiele vindplaatsen, zandduinen, ijscanyon en berglandschap, met meer dan 200 vogelsoorten en 600 planten. Beide gebieden zijn populaire bestemmingen voor zowel Mongolen als buitenlanders.

### Petrogliefen en fossielen
De Tsagaan Agui (witte grot) werd ooit gebruikt door mensen uit de steentijd, vanaf ongeveer 700.000 jaar geleden. Volgens onderzoekers was een kamer in deze grot een heilige plek voor deze bewoners, en ook een pelgrimsplek voor boeddhisten uit de historische periode.
De nabijgelegen site Tsagaan Bulag (witte stroom) was misschien ook een gewijde plek voor de oudste bewoners van het gebied. Op een licht oppervlak zijn de vage tekeningen van figuren te zien. Hoewel de figuren mensvormig zijn, hebben ze ongebruikelijke kenmerken als heel grote oren en misvormde handen. 
Bajangiin Nuruu is een andere vindplaats met goedbewaarde petrogliefen uit ongeveer 3000 v.Chr. Hoewel lang niet zo oud als bij andere vindplaatsen, zijn de tekeningen van Bayangiin Nuruu uitgebreid en goed bewaard, en tonen taferelen uit het dagelijks leven.
Dinosaurusfossielen zijn gevonden in de ravijnen en valleien van zuidoost Bajanhongor. Beroemde vindplaatsen zijn Bugiin Tsav, Yasnee Tsav en Chermen Tsav.

## Transport
Het vliegveld van Bajanhongor heeft twee banen en wordt bediend door twee of drie vluchten per week op Ulaanbaatar, afhankelijk van het seizoen. Ook is er een dagelijkse busdienst naar de Mongoolse hoofdstad, die onderweg ook de stad Arvajheer aandoet. Minder regelmatig rijden er bussen naar de provincies Govi-Altaj en Hovd in het westen. Binnen de provincie is er vervoer naar andere sums met minibussen, die vanaf de markt in de hoofdstad vertrekken.

## Administratieve indeling

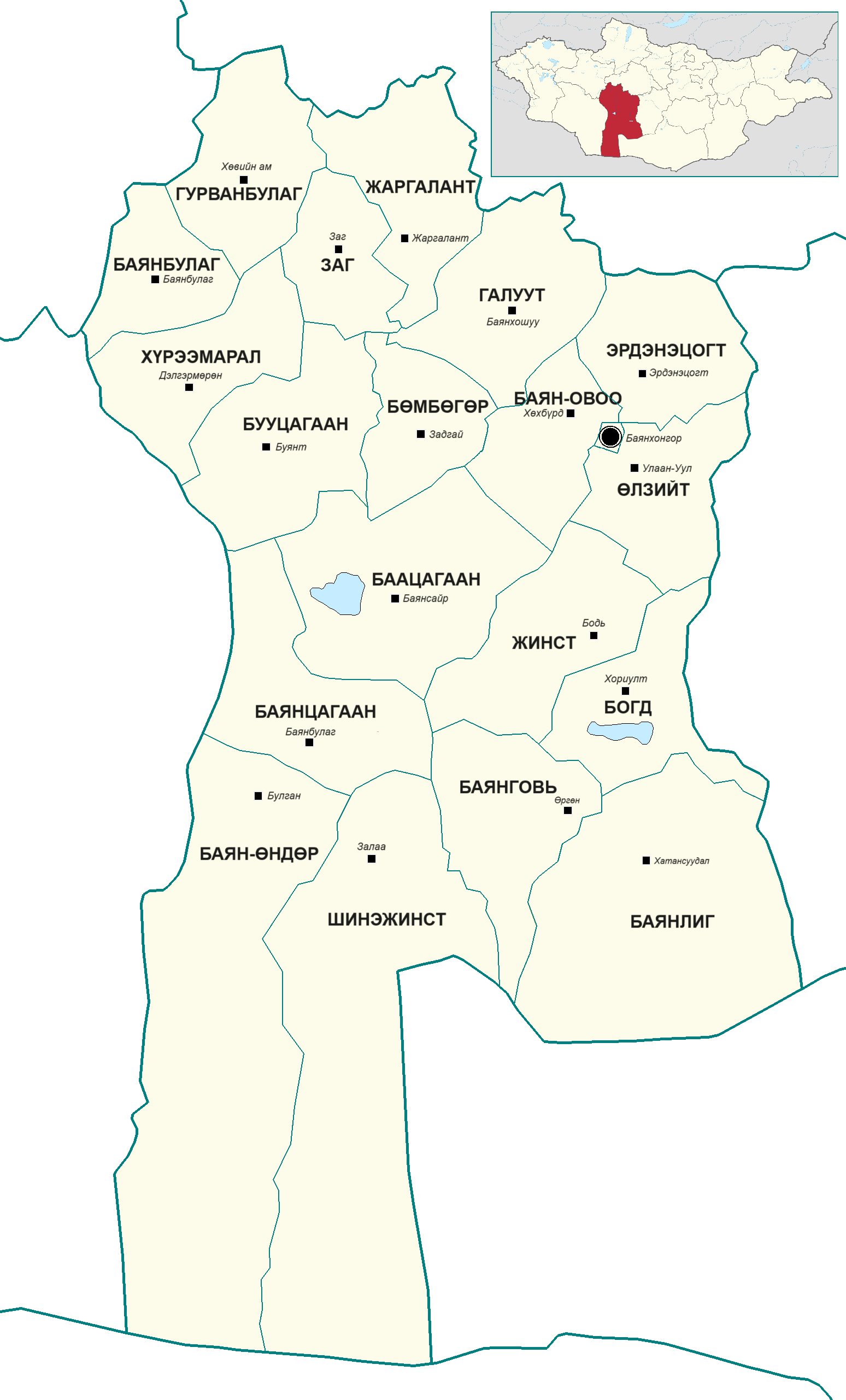
Sums van Bajanhongor

Naast Bajanhongor (27.000 inwoners) zijn de enige sums met meer dan 4000 inwoners: Erdenetsogt en Galuut. Tussen 2000 en 2006 is, behalve in de hoofdstad, in de hele provincie de bevolkingsomvang afgenomen.
Arhangaj · Bajan-Ölgi · Bajanhongor · Bulgan · Darhan-Uul · Dornod · Dornogovĭ · Dundgovĭ · Govĭ-Altaj · Govĭsümber · Henti · Hovd · Hövsgöl · Ömnögovĭ · Orhon · Övörhangaj · Selenge · Sühbaatar · Töv · Uvs · Zavhan